# 維拉查爾瓦山
12°28′55″S 75°25′46″W / 12.48194°S 75.42944°W
維拉查爾瓦山（Wira Challwa），是秘魯的山峰，位於該國中部胡寧大區，由萬卡約省的上瓊戈斯區負責管轄，屬於安地斯山脈的一部分，海拔高度4,760米。